# Monika Bütler
Monika Bütler (née le 9 octobre 1961 à Brugg) est une économiste suisse. Elle est professeur d'université en économie et a été directrice de l'« Institut suisse de recherche économique empirique » (SEW) à l'Université de Saint-Gall. Elle est membre du conseil de banque de la Banque nationale suisse (BNS) et membre du conseil d'administration de Huber + Suhner et Schindler Holding.

## Biographie
Monika Bütler était boursière du Fonds national suisse de la recherche scientifique (FNS) à la Federal Reserve Bank of Richmond et professeure invitée à University of Virginia. De 1997 à 2001, elle a travaillé comme professeur assistant à Université de Tilburg et de 2001 à 2003 à Université de Lausanne, où elle a également été professeur ordinaire de 2003 à 2007. De 2009 à 2013, elle a été doyenne de la School of Economics and Political Science (SEPS) de l'Université de Saint-Gall. Depuis février 2020, elle est responsable du vice-rectorat pour l'institut et la formation continue à l'Université de Saint-Gall. Jusqu'à fin janvier 2021, elle était vice-présidente du Swiss National COVID-19 Science Task Force.
Elle était professeur invité à University of New South Wales à Sydney et à University of Auckland.

## Travaux
Bütler traite des questions du vieillissement de la société et de la démographie. Les domaines de l'assurance sociale, du marché du travail et des questions politico-économiques sont les principaux sujets de ses recherches empiriques.
Avec son mari Urs Birchler de Université de Zurich et Marius Brülhart de l'Université de Lausanne, elle est la rédactrice en chef du blog batz.ch.

## Récompenses
En novembre 2018, Bütler a reçu le docteur honoris causa de l'Université de Lucerne pour « son travail internationalement reconnu dans le domaine de la politique économique et sociale » et en tant que «leader d'opinion dans les domaines de démographie et vieillissement.